# 斯波義康
斯波 義康（しば よしやす、生没年不明）は安土桃山時代の武将。斯波義銀（津川三松）の子。武衛義康、津川義康、羽柴義康とも称する。官途は従五位下左兵衛佐、左衛門佐、侍従。

## 概要
尾張守護の斯波義銀（義近）の子として生まれる。義銀の長男である斯波大蔵はこの義康の事と考えられ、長じて羽柴姓を賜って侍従に任官したため左衛門侍従を称した。豊臣秀吉による天正15年（1587年）の九州征伐に際し、秀吉の前備として400騎の兵を率いた「羽柴左衛門侍従殿」、翌天正16年（1588年）5月の後陽成天皇の聚楽第行幸に見える「左衛門侍従義康」にそれぞれ比定されている。なお、この後史料上から活動が見られなくなるため、まもなく早世したと思われている。法名は大蔵と同一人物とするのであれば、法性院殿覚山元了とする。